# Aeropuerto de Bingöl
El aeropuerto de Bingöl (código IATA: BGG • código ICAO: LTCU) (en turco: Bingöl Havalimanı) es un pequeño aeropuerto civil que sirve a la ciudad de Bingöl, en la provincia de Bingöl, en el sureste de Turquía. Inaugurado en diciembre de 2013, se encuentra a 20 km de la ciudad de Bingöl. 

## Aerolíneas y destinos
- Turkish Airlines (Estambul)
- Pegasus (Estambul-Sabiha Gökçen)
- AnadoluJet (Ankara)

## Estadísticas
| Año mes) | Vuelos domésticos | % cambio | Internacional | % cambio | Total   | % cambio |
| -------- | ----------------- | -------- | ------------- | -------- | ------- | -------- |
| 2017     | 163 220           | 4%       | 1270          | 307%     | 164 490 | 5%       |
| 2016     | 156 603           | 15%      | 312           |          | 156 915 | 15%      |
| 2015     | 135 864           | 10%      |               |          | 135 864 | 10%      |
| 2014     | 123 782           | 320%     |               |          | 123 782 | 320%     |
| 2013     | 29 443            |          |               |          | 29 443  |          |

(*) Fuente: DHMI